# Aquilonia (Cherso)
Aquilonia (in croato Orlec) è un insediamento del comune di Cherso, in Croazia.

## Geografia fisica
Aquilonia si trova a nordest del lago di Vrana, a circa 235 metri sul livello del mare. I paesi più vicini sono Losnati (Loznati) (4 km a nord), Vallone (Valun) (4 km a nordovest) e Villa Urana (Vrana) (5 km a sud).

## Storia
Fondato nel XVI secolo, il villaggio ha da sempre basato la sua economia sulla pastorizia. Durante il periodo fascista, fu ribattezzato Aquilonia, seguendo l'etimologia del nome slavo (da orao, "aquila").

## Società
Secondo il censimento del 2001, Aquilonia conta 122 abitanti.